# Ines Viviani Donarelli
Ines Viviani Donarelli (Castel San Pietro Romano, 10 agosto 1887 – Fiumicino, 22 novembre 1966) è stata una violinista e conduttrice radiofonica italiana, della URI (Unione radiofonica italiana) e della radio italiana. Fu lei a inaugurare, il 6 ottobre 1924, le trasmissioni radiofoniche in Italia.

## Biografia
Ines era la moglie di Ugo Donarelli, il primo direttore artistico della radio italiana. Di professione violinista, faceva parte del quartetto chiamato ad inaugurare le trasmissioni radiofoniche in Italia, ritrovandosi casualmente ad essere la prima annunciatrice della storia delle radiocomunicazioni italiane.
L’inaugurazione ufficiale delle trasmissioni radiofoniche venne anticipato da un discorso, trasmesso il 5 ottobre 1924, del capo del Governo Benito Mussolini da un trasmettitore in prova fornito dalla Marconi Italia che, successivamente, sarebbe diventato la stazione di Roma "Roma-1" nel quartiere di San Filippo situato in Palazzo Corradi in via Maria Cristina. 
Il giorno successivo, 6 ottobre 1924, data considerata quella d'inizio delle trasmissioni commerciali, alle ore 21 Ines Viviani Donarelli legge il primo annuncio con queste parole:  
In seguito l'annuncio fu manipolato rimuovendo la frase "che vi sta parlando" e per questo venne successivamente accreditato a Maria Luisa Boncompagni la prima annunciatrice in Italia assunta con selezione e concorso.
Solo nel 1997 Barbara Scaramucci, direttrice delle Teche Rai, ritroverà negli archivi Rai di Firenze il documento originale, dimostrando che la voce del primo annuncio dell'URI fu quella di Ines Viviani Donarelli.